# Tsutsumi chūnagon monogatari
Tsutsumi chūnagon monogatari (堤中納言物語? lett. "Racconti del consigliere medio della riva del fiume") è una raccolta giapponese di racconti del tardo Periodo Heian (794-1185).
Gli autori dei racconti, tranne uno, sono ignoti.
L'unico autore noto è Ōsaka Koenu Gonchūnagon, che nel 1055 ha scritto la storia di Koshikibu. L'attribuzione è confermata nel volume 8 del Rokujō Saiin Utaawase (六条斎院歌合), che include uno dei poemi di questa storia.
Inoltre, i quattro poemi da Hanazakura Oru Shōshō, Hodohodo no Kesō, Kaiawase e Haizumi furono inclusi, nel 1271, nel Fūyō Wakashū.
La tradizione vuole che Fujiwara no Tameuji (1222–1286) e Fujiwara no Tamesuke (1263–1328) abbiano creato delle copie dei manoscritti nel XIII secolo.

## Contenuti
Il significato del titolo non è ancora noto. In merito esistono due teorie:
- Una riflessione delle varie storie (monogatari) raccolte (tsutsumi) insieme in un'unica collezione;
- Un appellativo a Fujiwara no Kanesuke, il quale era noto come  "Consigliere medio della riva del fiume", poiché viveva vicino al fiume Kamo.

Il testo contiene dieci brevi storie:
- Hanazakura Oru Shōshō (花桜折る少将)
- Kono Tsuide (このつゐで)
- Mushi mezuru himegimi (虫めづる姫君 La principessa che amò gli insetti)
- Hodohodo no Kesō (ほどほどの懸想)
- Ōsaka Koenu Gonchūnagon (逢坂越えぬ権中納言)
- Kaiawase (貝あはせ)
- Omowanu Kata ni Tomari suru Shōshō (思はぬ方にとまりする少将)
- Hanada no Nyōgo (はなだの女御)
- Haizumi (はいずみ)
- Yoshinashigoto (よしなしごと)

Possiamo trovare anche un frammento incompleto alla fine, senza titolo, ma noto come Fuyugomoru (冬ごもる).

## Manoscritti
Ci sono circa 60 manoscritti esistenti, ma l'originale non esiste più. Per ricostruire la raccolta nella sua interezza, però, sono stati utilizzati  e confrontati tutti i manoscritti, poiché il testo è in molti di essi incomprensibile o incompleto.
| Controllo di autorità | VIAF (EN) 180238861 · LCCN (EN) n83202811 · GND (DE) 7753423-2 · BNF (FR) cb12202199f (data) · J9U (EN, HE) 987007289001905171 · NDL (EN, JA) 00641967 |